# Bab ar-Rwah

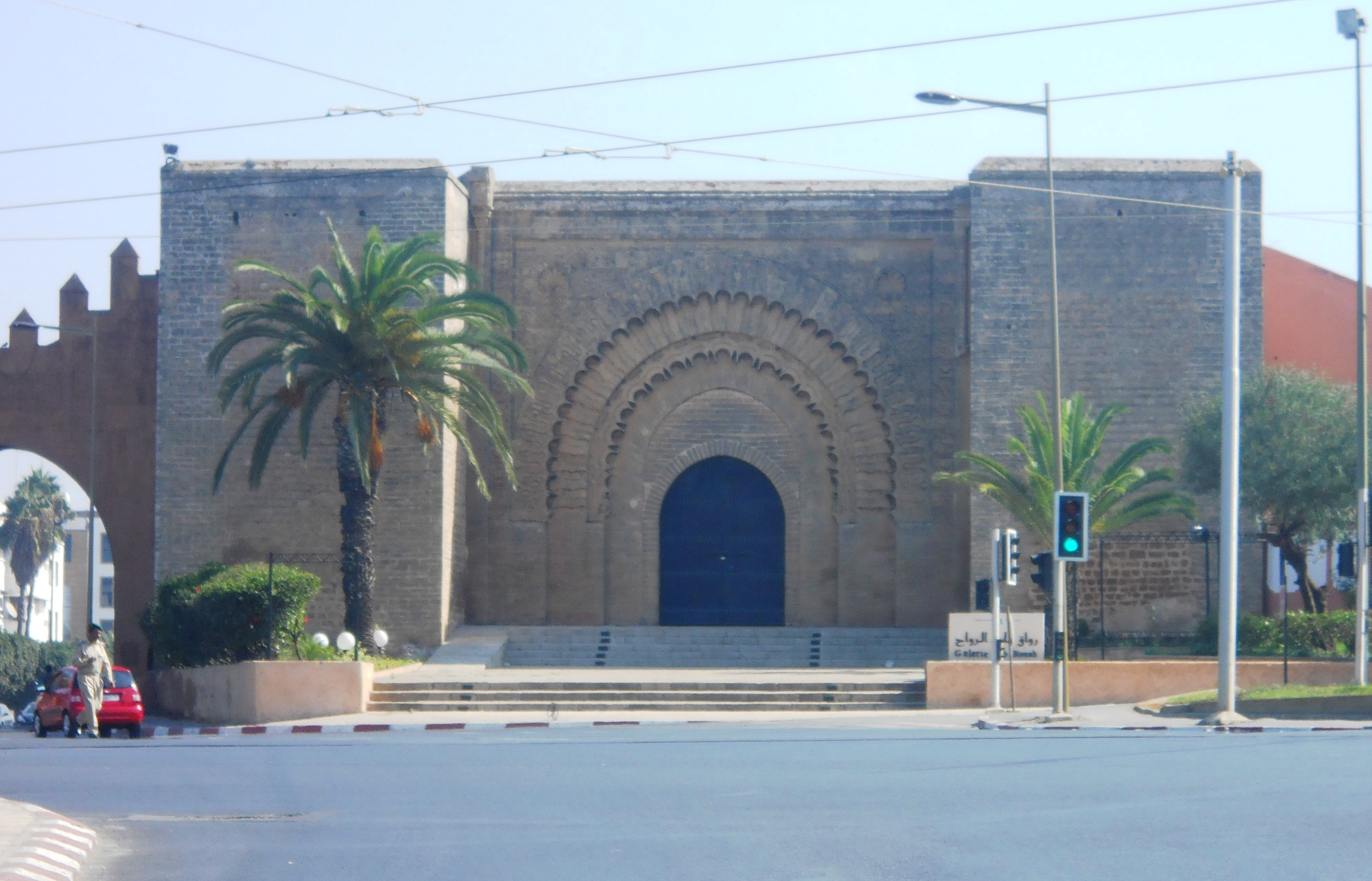
Bab ar-Rwah w Rabacie

Bab ar-Rwah (arab. باب الرواح, fr. Bab Er Rouah) – największa brama w zabytkowych, średniowiecznych murach obronnych Rabatu, jej arabska nazwa oznacza Bramę Wiatrów. Zbudowano ją za panowania almohadzkiego sułtana Jakuba al-Mansura w XII wieku. Po wschodniej, zewnętrznej stronie muru zdobi ją relief z kwadratowym motywem. Przez mur w bezpośrednim sąsiedztwie bramy wiedzie współcześnie ulica, na której odbywa się zwykły ruch samochodowy. Wewnątrz pomieszczeń bramy odbywają się wystawy.